# اپیسپادیاس
 اپیسپادیاس (به انگلیسی: Epispadias) یک نقص مادرزادی در پیشابراه (عموماً مردان) است که سوراخ خارجی پیشابراه قبل از گلنس و در سطح فوقانی پنیس قرار دارد. این سوراخ می‌تواند در تنه آلت باشد. شیوع این نقص یک در صدو بیست هزار مرد و یک در پانصدهزار زن دیده می‌شود.

## بیماریزایی و درمان
اپیسپادیاس معمولاً همراه با اکستروفی مثانه می‌باشد. علاوه بر آن گاه دفورمیتی ژنیتال خارجی، بی اختیاری ادرار،VUR و فتق اینگوئینال نیز ممکن است دیده شود. بیماری ممکن است موجب عفونتهای مکرر ادراری، اشکال در کنترل ادرار و حتی ناباروری شود. درمان با جراحی وترمیم است که گاه متعدد هستند.